# Barrio Universitario (Buenos Aires)
Barrio Universitario es una localidad argentina de Berisso, en la provincia de Buenos Aires.

## Población
Se encuentra dentro del aglomerado del Gran La Plata con 1,032 habitantes (Indec, 2001).
Previa a la imposición del nombre actual, la zona donde se encuentra actualmente el barrio se conocía como La Palangana. Está rodeado por la jurisdicción de Villa Argüello y la destilería de YPF y se ubica entre las calles 1 (ex-56), 125, 3 (ex-58) y 128, muy cerca del límite con La Plata.

### Sismicidad
La región responde a las subfallas «del río Paraná», y «del río de la Plata», y a la falla de «Punta del Este», con sismicidad baja; y su última expresión se produjo el 5 de junio de 1888 (136 años), a las 3.20 UTC-3, con una magnitud aproximadamente de 5,0 en la escala de Richter (terremoto del Río de la Plata de 1888).
La Defensa Civil municipal debe advertir sobre escuchar y obedecer acerca de 
Área de
- Tormentas severas, poco periódicas, con Alerta Meteorológico
- Baja sismicidad, con silencio sísmico de 136 años